# Grundy County (Iowa)
Das Grundy County ist ein County im US-Bundesstaat Iowa. Bei der Volkszählung im Jahr 2020 hatte das County 12.329 Einwohner und eine Bevölkerungsdichte von 9,5 Einwohnern pro Quadratkilometer. Der Verwaltungssitz (County Seat) ist Grundy Center.

## Geographie
Das County liegt nordöstlich des geografischen Zentrums von Iowa und hat eine Fläche von 1.302 Quadratkilometern, ohne nennenswerte Wasserfläche. Es grenzt an folgende Nachbarcountys:
| Franklin County | Butler County |                   |
| Hardin County   |               | Black Hawk County |
| Marshall County |               | Tama County       |

## Geschichte

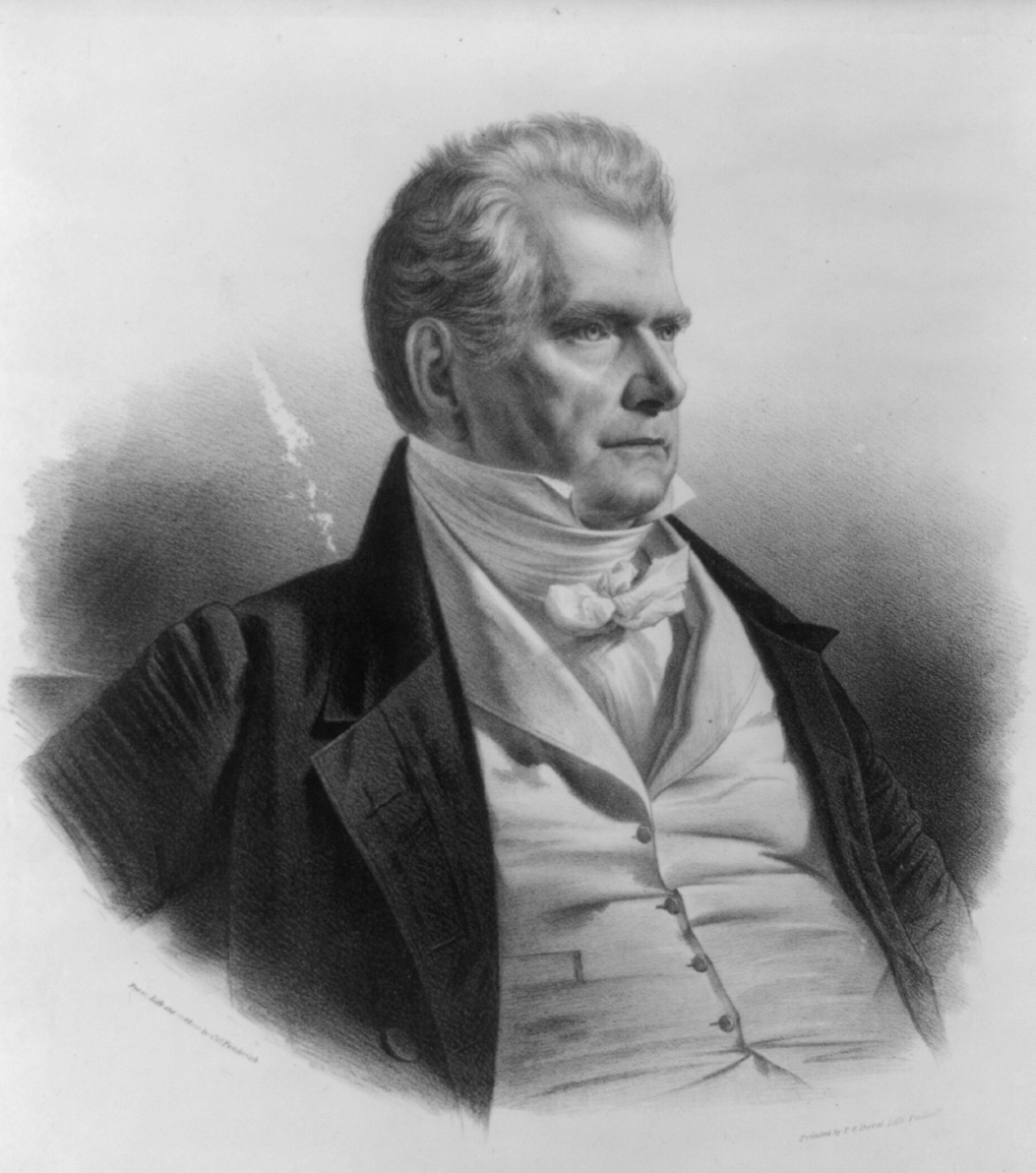
F. Grundy

Das Grundy County wurde am 15. Januar 1851 aus ehemaligen Teilen des Black Hawk County gebildet und wurde ab 1856 selbst verwaltet. Benannt wurde es nach Felix Grundy (1775–1840), einem früheren US-Senator von Tennessee (1829–1838) und Generalbundesanwalt unter Präsident James K. Polk (1838–1840).
Das erste Gerichtsgebäude wurde 1861 erbaut. Es handelte sich um ein zweistöckiges Gebäude aus Holz mit einem Gerichtssaal, der auch zu anderen Zwecken benutzt wurde, jeweils einem Raum für den Sheriff, den Finanzbeamten, den Richter sowie einen Beratungsraum für die Jury. Die Grundsteinlegung für das zweite Gerichtsgebäude war am 11. November 1891.

Im 19. Jahrhundert waren Iowa im Allgemeinen und Grundy County im Besonderen das Ziel ostfriesischer Auswanderer, besonders aus der Krummhörn. Seit 2011 besteht eine Partnerschaft zwischen Grundy Center und der Gemeinde Krummhörn. 
Zwei Gebäude des Countys sind im National Register of Historic Places eingetragen.

## Demografische Daten
Nach der Volkszählung im Jahr 2010 lebten im Grundy County 12.453 Menschen in 5.197 Haushalten. Die Bevölkerungsdichte betrug 9,6 Einwohner pro Quadratkilometer.
Ethnisch betrachtet setzte sich die Bevölkerung zusammen aus 98,5 Prozent Weißen, 0,2 Prozent Afroamerikanern, 0,2 Prozent Asiaten sowie aus anderen ethnischen Gruppen; 0,7 Prozent stammten von zwei oder mehr Ethnien ab. Unabhängig von der ethnischen Zugehörigkeit waren 1,0 Prozent der Bevölkerung spanischer oder lateinamerikanischer Abstammung.
In den 5.197 Haushalten lebten statistisch je 2,32 Personen.
23,8 Prozent der Bevölkerung waren unter 18 Jahre alt, 57,4 Prozent waren zwischen 18 und 64 und 18,8 Prozent waren 65 Jahre oder älter. 50,6 Prozent der Bevölkerung war weiblich.

Das jährliche Durchschnittseinkommen eines Haushalts lag bei 55.901 USD. Das Prokopfeinkommen betrug 27.136 USD. 6,3 Prozent der Einwohner lebten unterhalb der Armutsgrenze.

## Orte im Grundy County
Citys
| - Beaman - Conrad - Dike | - Grundy Center - Holland - Morrison | - Reinbeck - Stout - Wellsburg |

Unincorporated Communitys
- Dinsdale
- Ivester
- Zaneta1

1 – teilweise im Black Hawk County

## Gliederung
Das Grundy County ist in 14 Townships eingeteilt:
| - Beaver Township - Black Hawk Township - Clay Township - Colfax Township - Fairfield Township | - Felix Township - German Township - Grant Township - Lincoln Township - Melrose Township | - Palermo Township - Pleasant Valley Township - Shiloh Township - Washington Township |